# Камышев, Иван Павлович
Иван Павлович Камышев (7 июля 1925, Артёмовка, Печенежский район — 26 января 1945, Сосновец) — красноармеец Рабоче-крестьянской Красной армии, участник Великой Отечественной войны, Герой Советского Союза (1945).

## Биография
Иван Камышев родился 7 июля 1925 года в селе Артёмовка Печенежского района Харьковской области (ныне — Чугуевский район Харьковской области Украины). Окончил семь классов школы, после чего поступил на учёбу в ремесленное училище при Харьковском электромеханическом заводе. Учёбу прервала начавшаяся Великая Отечественная война. В начале войны Камышев оказался в оккупации. После освобождения Харькова в сентябре 1943 года он был призван на службу в Рабоче-крестьянскую Красную армию. С октября 1943 года — на фронтах Великой Отечественной войны. Принимал участие в боях на Центральном, Ленинградском, 2-м Прибалтийском, 1-м Украинском фронтах. К январю 1945 года красноармеец Иван Камышев был пулемётчиком 172-го стрелкового полка 13-й стрелковой дивизии 59-й армии 1-го Украинского фронта. Отличился во время Сандомирско-Силезской операции.
26 января 1945 года под городом Сосновец Катовицкого воеводства Польши Камышев вместе с четырьмя товарищами перерезал шоссейную дорогу и атаковал немецкую автоколонну, двигавшуюся по ней. Камышев со связкой гранат бросился под головную машину колонны и ценой своей жизни подорвал её, благодаря чему колонну удалось обездвижить и разгромить. Похоронен в братской могиле к востоку от города Челядзь Катовицкого воеводства.
Указом Президиума Верховного Совета СССР от 10 апреля 1945 года за «мужество и героизм, проявленные в бою с немецко-фашистскими захватчиками» красноармеец Иван Камышев посмертно был удостоен высокого звания Героя Советского Союза.

## Награды
Был также награждён медалью «За отвагу».

## Память
В честь Камышева названы улица и ПТУ № 10 в Харькове.
В 2004-м году ПТУ № 10 им. Камышева было переименовано в лицей, а в 2006-м ликвидировано вместе с музеем Трудовой и Воинской Славы, находившемся на его территории. Утрачены экспонаты и все книги пожеланий почётных гостей этого училища. Таких, например, как мать И. П. Камышева и космонавт СССР П. Р. Попович.